# Hof Sibbern

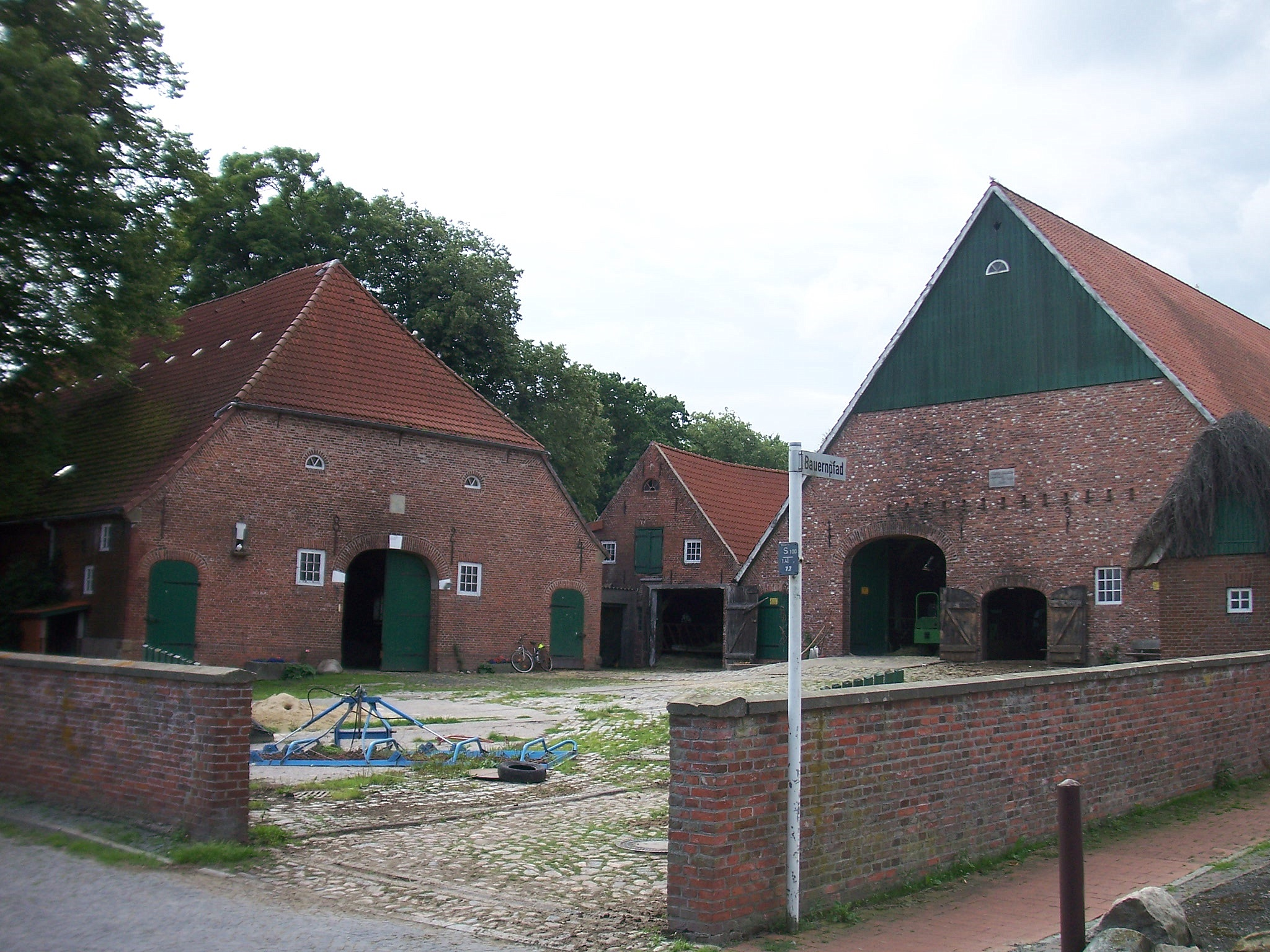
Hof Sibbern

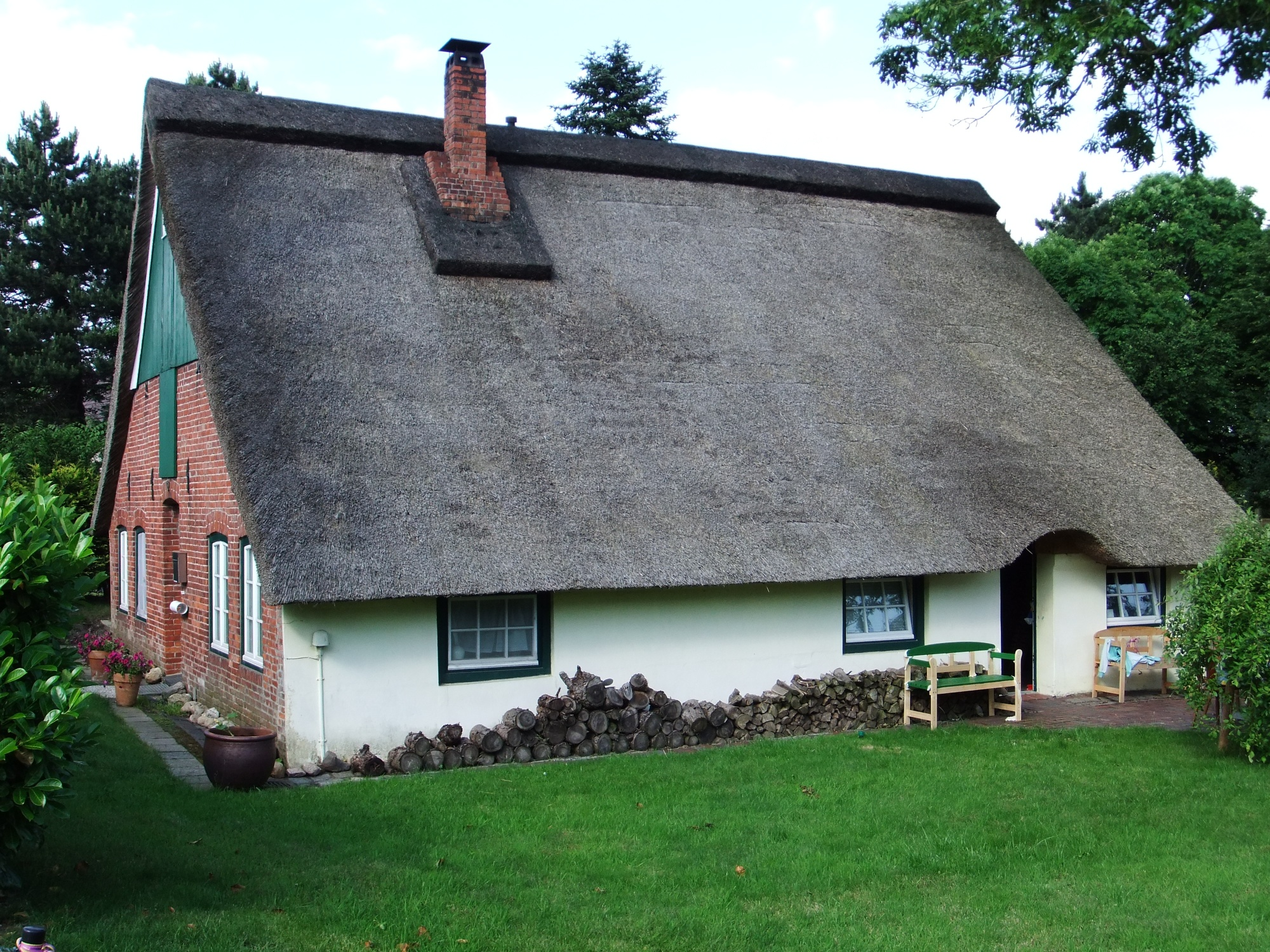
Gesindehaus

Der Hof Sibbern in Bremerhaven-Weddewarden, Morgensternstraße 12 Ecke Bauernpfad, wurde 1838 gebaut.
Das Gebäude steht seit 1978 unter Bremer Denkmalschutz.

## Geschichte
1091 wurde die friesische Ansiedlung Widewrde in einer Urkunde des Erzstifts Bremen erwähnt und ist heute ein kleiner Ortsteil von Bremerhaven mit rund 550 Einwohnern.
Der Hof Sibbern von 1838 aus der Bauepoche des Klassizismus besteht aus dem denkmalgeschützten Bauernhaus mit einem Satteldach und dem großen Tor mit Rundbogen und dem reetgedeckten Nebengebäude sowie noch aus dem nicht denkmalgeschützten Stallgebäude mit einem Krüppelwalmdach, einem weiteren Nebengebäude und einer Remise. Der Hof ist als Hof Kracke heute noch ein landwirtschaftlicher Betrieb. Auf dem Hofgelände wurden Keramikfunde gesichert aus der Zeit um Christi Geburt.
Das teils verklinkerte und verputzte reetgedeckte Gesindehaus des Sibbern’schen Hofes von um 1850, Morgensternstraße 9, steht seit 1991 auch unter Bremer Denkmalschutz.